# Cape Columbia
Cape Columbia är en udde i Kanada.   Den ligger i territoriet Nunavut, i den nordöstra delen av landet, 4 200 km norr om huvudstaden Ottawa.
Terrängen inåt land är huvudsakligen kuperad, men österut är den platt. Havet är nära Cape Columbia norrut. Trakten runt Cape Columbia är nära nog obefolkad, med mindre än två invånare per kvadratkilometer.. Det finns inga samhällen i närheten.